# Мэнселл, Клинт
Клинт Мэ́нселл (англ. Clint Mansell, полное имя — Кли́нтон Дэ́ррил Мэ́нселл, род. 7 января 1963, Ковентри, Англия) — британский музыкант и композитор, бывший вокалист и гитарист группы Pop Will Eat Itself. Автор звуковых дорожек к фильмам Даррена Аронофски и Данкана Джонса.

## Карьера
Мэнселл начинал как фронтмен британской группы Pop Will Eat Itself. Он также участвовал в записи альбома The Fragile группы Nine Inch Nails в качестве приглашённого вокалиста.
После распада Pop Will Eat Itself в 1996 году Мэнселл получил предложение от своего друга, тогда ещё неизвестного режиссёра Даррена Аронофски, написать саундтрек к его дебютному фильму «Пи». Несмотря на успех фильма, музыка Мэнселла осталась не замечена как фанатами фильма, так и кинокритиками. Однако релиз саундтрека, на котором музыка Мэнселла соседствовала с композициями Autechre, Aphex Twin, Orbital и Roni Size, завоевал множество поклонников среди любителей IDM и электроники.
Следующей работой Мэнселла стал саундтрек ко второму фильму Даррена Аронофски — «Реквием по мечте». За музыку к фильму того же режиссёра «Фонтан» Мэнселл был представлен на соискание премии «Золотой глобус». Также Мэнселл написал музыку к пилотному эпизоду сериала «C.S.I.: Место преступления Нью-Йорк» и дебютному фильму Данкана Джонса «Луна 2112».

### Музыка к трейлерам
Версия композиции Lux Aeterna, перезаписанная с оркестром и хоровым ансамблем, была использована в трейлере фильма «Властелин колец: Две крепости». Композиция была названа «Requiem for a Tower» и записана специально для трейлера (она не входит ни в саундтрек «Реквиема по мечте», ни в саундтрек «Властелина колец: Две крепости»), она была отредактирована композиторами Simone Benyacar, Dan Nielsen и Veigar Margeirsson. В октябре 2006 «Requiem for a Tower» была издана Corner Stone Cues на релизе для iTunes.

## Саундтреки к фильмам
- 1998 — π
- 2000 — Реквием по мечте / Requiem for a Dream
- 2001 — Странник / World Traveler
- 2001 — Яма / The Hole
- 2001 — Вышибалы / Knockaround Guys
- 2001 — Дождь / Rain
- 2002 — Покинутая / Abandon
- 2002 — Убийство под номером / Отсчет убийств
- 2002 — Каждую ночь одно и то же / Every Night the Same Thing
- 2002 — Санни / Sonny
- 2002 — Маятник / The Hire: Ticker
- 2003 — 11:14
- 2004 — Охотник на убийц / Suspect Zero
- 2005 — Сахара
- 2005 — Doom
- 2006 — Фонтан / The Fountain
- 2006 — Доверься мужчине / Trust the Man
- 2007 — Козырные тузы / Smokin' Aces
- 2007 — Ледяной ветер / Wind Chill
- 2007 — Healing Syndrome
- 2007 — В стене / In the Wall
- 2007 — Моя мать / My Mother
- 2008 — Да, возможно / Definitely, Maybe
- 2008 — Рестлер / The Wrestler
- 2008 — The Calling
- 2009 — Прошлой ночью в Нью-Йорке / Last Night
- 2009 — Луна 2112 / Moon
- 2010 — Чёрный лебедь / Black Swan
- 2010 — Быстрее пули / Faster
- 2011 — Юнайтед / United
- 2013 — Порочные игры / Stoker
- 2013 — Грязь / Filth
- 2014 — Ной / Noah
- 2015 — Высотка / High-Rise
- 2017 — С любовью, Винсент / Loving Vincent
- 2017 — Призрак в доспехах / Ghost in the Shell
- 2017 — Черное зеркало: Сан-Джуниперо / Black Mirror: San Junipero
- 2018 — Немой / Mute
- 2018 — Из ниоткуда / Out Of Blue

## Саундтреки к играм
- 2012 — Mass Effect 3[1]